# Nicolas Auguste Tissot
Nicolas Auguste Tissot (francês: [tiso]; 16 de março de 1824 - 14 de julho de 1907) foi um cartógrafo francês, que em 1859 e 1881 publicou uma análise da distorção que ocorre nas projeções do mapa. Ele concebeu a indicatrix de Tissot, ou círculo de distorção, que quando plotado em um mapa aparecerá como uma elipse cujo alongamento depende da quantidade de distorção do mapa naquele ponto. O ângulo e a extensão do alongamento representam a quantidade de distorção angular do mapa. O tamanho da elipse indica a quantidade de distorção da área.

## Biografia
Nascido em Nancy, Meurthe, França, Tissot foi treinado como engenheiro no exército francês, do qual se formou como capitaine du génie. No início da década de 1860, tornou-se instrutor de geodésia na renomada Ecole Polytechnique, em Paris. Na mesma época, ele se entregou a um programa de pesquisa destinado a determinar a melhor forma de projeção cartográfica para uma determinada região e apresentou suas descobertas à Académie des Sciences.
No século XVIII, o cartógrafo alemão Johann H. Lambert havia enunciado uma teoria matemática das projeções cartográficas e das características concomitantes das distorções que qualquer projeção envolvia. Carl Friedrich Gauss também havia estudado o assunto antes das contribuições de Tissot no final do século XIX.
A pesquisa de Tissot em meados da década de 1850 sobre métodos para encontrar boas projeções para regiões específicas o levou a desenvolver uma projeção que ele considerava ótima. Embora não seja exatamente igual ou conforme, sua projeção resultou em "distorção insignificante para uma região muito pequena". Posteriormente, sua projeção ótima foi adotada pelo serviço geográfico do Exército francês. Enquanto seus primeiros conceitos sobre distorções cartográficas se desenvolveram em meados do século, foi somente com a publicação de Mémoire sur la représentation des surface et les projeções des cartes géographiques em 1881 que a Indicatrix de Tissot se tornou popular. No livro, Tissot defendeu seu método, supostamente demonstrando que "qualquer que seja o sistema de transformação, há em cada ponto da superfície esférica pelo menos um par de direções ortogonais que também serão ortogonais na projeção".
Tissot empregou um dispositivo gráfico que chamou de elipse indicatrice ou círculo de distorção. Quando plotado em um mapa, revela a quantidade de distorção do mapa no ponto específico onde a elipse é plotada. Ele sugeriu que o ângulo e a extensão do alongamento do círculo de distorção representavam a quantidade de distorção angular do mapa, enquanto o tamanho da elipse correspondia à quantidade de distorção na área.
Em um contexto cartográfico do século XIX, em que os profissionais buscavam formas de aplicar os princípios matemáticos à ciência do mapeamento e da projeção cartográfica, a teoria de Tissot foi bem recebida, pelo menos na Europa continental. Mesmo no mundo acadêmico anglo-americano mais contido, um colunista da Science, uma publicação patrocinada pela Associação Americana para o Avanço da Ciência, elogiou o método de Tissot e encorajou seus leitores a estudar seu trabalho na esperança de que tal estudo "levará à adoção de projeções melhores do que as que estão atualmente em uso." O legado do método de Tissot ainda é vívido hoje, como sugerido pelos autores de Map Projections for Europe, que argumentam que desde a famosa análise de Tissot sobre distorção, o único grande desenvolvimento científico na interpretação métrica da deformação foi o Verzerrungsgitter de Eduard Imhof, ou grade de deformação.
Tissot morreu em Voreppe, Isère, em 14 de julho de 1907.